# Луций Ворен
Луций Ворен (на латински: Lucius Vorenus) е един от двамата римски центуриона от XI легион споменати по име в личните записки на Юлий Цезар. Другият центурион е Тит Пулон.
Луций Ворен заедно с Тит Пулон са споменати в „Записките за Галската война“ книга 5 глава 44. Там се описва как двамата центуриони имат лично съперничество, кой от тях е по-подходящ за издигане в ранг – центурион първи клас. Цезар разказва как в опита си да се докаже, Пулон напуска укрепленията и напада бойците от племето нервии. В разгара на битката, Пулон хвърля копието си от близко разстояние по един от враговете, но в същия момент самия той е ранен от вражеско копие. Заобиколен от нервиите, Пулон не успява да извади гладиуса си. В този момент Луций Ворен, който също е напуснал укрепленията и следва Пулон, достига до мястото на битката и влиза в ръкопашен бой с врага. След като убива един от враговете и отблъсква останалите, Ворен изгубва равновесие на неравния терен. Когато нервиите обграждат Ворен, Тит Пулон на свой ред се притичва на помощ на колегата си. След като убиват множество врагове, двамата центуриона се изтеглят обратно към римските укрепления, под бурните викове и аплодисменти на останалата част от римската армия.

## В модерното изкуство
- Луций Ворен е основен персонаж и главен герой в сериала на HBO/BBC/РАИ — „Рим“, ролята му се изпълнява от шотландския актьор Кевин Маккид. Името на героя е взето от „Записките за Галската война“ на Юлий Цезар и също е описан като центурион, но от XIII Близначен легион.
- Луций Ворен и Тит Пулон са второстепенни герои в новелата „Цезар“ написана от Колийн Маккълоу. Те са описани като центуриони служещи при Квинт Тулий Цицерон, който е командир на IX Испански легион.
- Ворен се споменава и в тетралогията „Legion“ от серията „Videssos“ на Хари Търтълдоув. Романите разказват за приключенията на няколко манипули от легионите на Цезар в Галия, които са прехвърлени чрез друидска магия в свят подобен на Византийската империя.